# Ula (Álava)
Ula es un despoblado que actualmente forma parte de la localidad de Salvatierra, que está situado en el municipio de Salvatierra, en la provincia de Álava, País Vasco (España).

## Toponimia
A lo largo de los siglos ha sido conocido también con el nombre de Uhulla.

## Historia
Documentado desde 1025 (Reja de San Millán), pasó a formar parte de Salvatierra el 2 de noviembre de 1270. Se desconoce cuándo se despobló.
Actualmente sus tierras son conocidas con el topónimo de Ula.